# Filippo Maria Visconti
Filippo Maria Visconti (n. 3 septembrie 1392, Milano – d. 13 august 1447, Milano), aparținând familiei Visconti, a fost duce de Milano în perioada 1412–1447. 

## Biografie
Filippo Maria Visconti a fost fiul cel mic al ducelui Gian Galeazzo Visconti și al soției sale Caterina, fiica lui Bernabò Visconti.
Înainte de nașterea lui Filippo Maria, mama lui pierduse mai multe sarcini probabil datorită multiplelor căsătorii consangvine din familia Visconti. Pentru a-i face plăcere ducelui, medicul l-a descris la naștere pe Filippo ca fiind un copil sănătos și cu o constituție robustă, însă el a suferit toată copilăria din cauza sănătății precare. Rahitismul i-a deformat picioarele și ca urmare a fost nevoit să meargă cu ajutorul unui baston tot restul vieții.

### Ascensiunea la putere
În 1402 la moartea ducelui Gian Galeazzo Visconti, fiul său cel mare, Giovanni Maria Visconti, în vârstă de 13 ani, în care tatăl său nu păruse să aibă multă încredere, a preluat titlul de duce intrând în același timp sub tutela mamei sale. În orașul Milano și în ducat revoltele și rebeliunile s-au ținut lanț astfel încât în decurs de un deceniu, ducatul s-a dezmembrat. Opera lui Gian Galeazzo a fost distrusă rezultatul fiind pierderea marilor orașe, fuga negustorilor și antreprenorilor, ruina economică și monetară.
În acești ani fiul mai mic, Filippo Maria, în vârstă de zece ani, s-a aflat la Pavia, orașul a cărui stăpânire o moștenise de la tatăl său împreună cu titlul de Conte de Pavia și teritoriile de dincolo de Ticino și Veneto, împreună cu Verona și Vicenza (cucerită în 1387 de Gian Galeazzo și care a aparținut Ducatului de Milano până în 1404). În perioada în care s-a aflat în Pavia, Filippo a fost îndrumat și educat de Castellino Beccaria și Marziano da Tortona în calitate de pedagogi, profesori și astrologi.
În 1410 orașul Pavia a fost luat în stăpânire de condotierul Facino Cane care după ce a asediat și jefuit orașul, l-a înlăturat pe tânărul conte Filippo.
În timpul guvernării fratelui său, Giovanni Maria, în ducat s-au format mai multe grupări de putere dintre care unul important era cel condus de Facino Cane. Aceste facțiuni au provocat rivalitatea dintre cei doi frați moștenitori. În 1404 Giovanni Maria și-a închis mama în Castelul Monza. Ea a murit la scurt timp după aceea. O soartă asemănătoare l-ar fi așteptat cu siguranță și pe Filippo dacă sănătatea sa precară și faptul că trăia retras la Pavia nu l-ar fi făcut un rival de mică importanță în ochii fratelui său. Cu toate acestea, moartea în aceeași zi, 16 mai 1412, a condotierului Facino Cane, datorită unei boli scurte, și a tânărului duce Giovanni Maria, într-un complot la curtea regală, a făcut ca Filippo Maria să acceadă la putere.

### Guvernarea
Filippo, care beneficia de sprijinul puternicei familii Beccaria din Pavia, și-a asumat titlul de Duce de Milano, a decis să se căsătorească cu Beatrice, văduva lui Facino Cane (ceea ce s-a întâmplat la 24 iulie în același an) și s-a pregătit să folosească trupele lui Facino pentru reconstituirea ducatului, începând cu orașul Milano, pe care l-a recucerit între 25 mai și 15 iunie 1412.
Pe 16 iunie 1412 Filippo Maria și-a făcut intrarea triumfală în Milano. El dat dovadă de indulgență acordându-le iertarea adversarilor săi și răzvrătiților, însă i-a pedepsit cu moartea pe complotiștii vinovați de moartea fratelui său.
Fiind o persoană turbulentă și superstițioasă, Filippo Maria a dovedit totuși o remarcabilă capacitate politică. Pentru a-și întări puterea în ducat, avea nevoie de resurse financiare importante pe care le-a dobândit prin căsătoria cu Beatrice Lascaris, contesă de Biandrate, în vârstă de 42 de ani, văduva care îl moștenise pe Facino Cane. Beatrice era fiica lui Wilhelm Lascaris de Ventimiglia, conte de Tenda, a cărui familie liguriană descindea pe linie feminină din casa imperială bizantină Lascaris. Cu averea și resursele militare pe care i le-a oferit această căsătorie, Filippo Maria și-a asumat sarcina de a readuce ducatul la mărimea la care ajunsese înainte de moartea tatălui său.
Când soția sa, Beatrice, s-a arătat interesată în mod excesiv de problemele guvernării, Filippo nu a ezitat să o arunce în închisoare. Pentru a-și justifica acțiunea, el o acuzase anterior de adulter. În 1418 Beatrice a fost decapitată în cetatea Binasco. (Soarta ei tragică a fost transpusă în 1833 în opera „Beatrice di Tenda” de Vincenzo Bellini.)
Pe 6 decembrie 1412 Filippo a încercat să obțină confirmarea titlului său ducal de la regele romano-german prin depunerea jurământului de loialitate. El a repetat încercările pe 10 și 20 martie 1413 și pe 13 august 1414, promițând „omnem obedientiam et subictionem” (în traducere: toată ascultarea și supunerea), dar fără rezultat. Apoi Filippo a încercat o alianță cu Veneția împotriva regelui romano-german Sigismund care acordase vicariatul imperial pentru Lombardia lui Teodor al II-lea Paleologul, marchiz de Monferrat. În această situație ducele a apelat la Venceslau de Luxemburg care, spre deosebire de fratele său, Sigismund, a fost foarte fericit că Filippo îl recunoștea drept rege romano-german (el fusese detronat în 1410) și i-a confirmat toate privilegiile avute de tatăl său. Sigismund, care decisese o expediție împotriva Lombardiei, nu obținuse sprijin substanțial; cu toate acestea, el a continuat politica sa de a sprijini seniorii locali care se opuneau lui Filippo. Pentru a-l contracara pe rege, Filippo a încheiat un armistițiu pe zece ani cu Genova, a format o ligă cu marchizul d'Este și a încheiat noi acorduri cu contele de Savoia și cu marchizul de Monferrat. Sigismund, abandonat de mercenarii elvețieni pe care îi angajase, dar nu îi plătise, a fost nevoit să se împace cu Filippo Maria. În ciuda acestui fapt, negocierile dintre suveran și duce nu au mers deloc bine. Confirmarea titlului ducal nu era o chestiune doar de prestigiu, ci era un act necesar pentru ca ducele să-și legitimeze exercitarea puterii atât față de supușii săi, cât și față de celelalte state din peninsulă și de dincolo de Alpi. Pe termen lung, Filippo a reușit să-l oprească pe regele Sigismund care, după epuizarea negocierilor cu diverși potentați, și-a văzut acțiunea eșuând complet și a abandonat ambițiile sale îndreptate împotriva lui Visconti.
Deși între 1412 și 1422 Filippo a reușit să reconstituie ducatul la mărimea avută în timpul cârmuirii tatălui său, atât deceniul nefavorabil al guvernării lui Giovanni Maria, cât și deceniul de războaie duse pentru recucerirea teritoriilor pierdute, au lăsat răni adânci care trebuiau vindecate. Mai presus de toate, a fost necesară restabilirea sferelor de influență ale potentaților italieni. Diversele tratate semnate cu Veneția, Florența și Savoia nu au împiedicat Ducatul de Milano să ridice pretenții mai mult sau mai puțin realiste asupra unor teritorii dinafara granițelor sale, iar cucerirea Genovei a deschis drumul ambițiilor politicii ducelui Filippo. 
La moartea lui Giorgio Ordelaffi, seniorul orașului Forlì, fiul acestuia, Theobald, încă minor, a devenit succesor, iar Filippo, tutorele lui conform dorinței lui Giorgio. Această circumstanță a fost folosită în 1423 de Filippo pentru a încerca să preia puterea în regiunea Romagna declanșând astfel conflictul cu orașul Florența care era hotărât să stopeze ambițiile ducelui de Milano. După unele ezitări, Veneția a decis să intervină alăturându-se Florenței. Scena operațiunilor militare a fost Lombardia. După un lung asediu și distrugerea flotei ducale care aproviziona cu alimente orașul, venețienii au reușit să cucerească Brescia. Filippo, care îi ceruse ajutorul regelui Sigismund, a trebuit să accepte pacea propusă de papa Martin al V-lea în 1426, prin care renunța la pretențiile sale teritoriale. Milanezii nu au acceptat de bunăvoie această pace și nici regele, ceea ce a servit ca scuză pentru Filippo să reia ostilitățile dar acestea s-au încheiat dezastruos la Maclodio. Ca urmare a unei noi păci stabilite la Ferrara, rezultat al medierii lui Niccolò d'Este, Ducatul de Milano a pierdut Brescia și Bergamo. În 1431 la aceste nenorociri s-a adăugat o alta: un venețian, a devenit papă sub numele Eugen al IV-lea, ostil familiei Visconti.
Filippo a trebuit să cedeze papei Forlì și Imola atunci când Ferrara, Mantova, Montferrat și Ducatul de Savoia și-au unit forțele împotriva sa.
În 1433 ducele a profitat de plecarea din Italia a împăratului Sigismund pentru a invada Statele Papale și provincia Marche, împreună cu condotierul său Francesco Sforza. El a folosit ca pretext Conciliul de la Basel spunând că fusese mandatat să-l expulzeze pe papa Eugen al IV-lea de la Roma. Acesta l-a numit pe Sforza vicar al Anconei pentru a-l dobândi cauzei sale. Furios că Sforza a schimbat tabăra, Filippo a organizat o ofensivă împotriva Statelor Papale. În final a fost forțat să fugă la Florența, și în mai 1431 populația Romei a proclamat republica.
Ducatul de Milano a fost, de asemenea, implicat în războiul de succesiune a regatului Neapole.
În 1439 Francesco Sforza a cucerit Brescia, Cremona și Bergamo, iar Filippo a fost obligat să recunoască cuceririle lui Francesco, care s-a căsătorit în 1441 cu fiica sa naturală, Bianca Maria. Susținătorii lui Sforza de la curtea lui Filip au văzut în Bianca Maria și, prin urmare, în soțul ei, pe succesorii naturali și mai ales pe cei care i-au apărat de lăcomia venețiană.
Spre sfârșitul primăverii anului 1446, din cauza înrăutățirii condițiilor sale de sănătate, Filip Maria a devenit preocupat de mântuirea sufletului său, comandând un grup de teologi să rezolve dezbaterea dacă un "signore temporal si possa salvare appresso Iddio" (domnul temporal ar putea fi salvat după Dumnezeu). Liniștit de verdictul colegiului de specialiști, el s-a concentrat apoi asupra succesiunii sale și a recunoscut pe 10 noiembrie autoritatea supremă a ginerelui său Francesco asupra tuturor trupelor și cetăților ducatului.
Francesco, căruia i s-au înștiințat acum schimbările de dispoziție ale socrului său, a ezitat și și-a amânat întoarcerea la Milano, cerând garanții în schimbul promisiunilor socrului său. Negocierile au trenat și s-au oprit din cauza entuziasmului excesiv cu care se aștepta Sforza la Milano.

### Succesiunea
La 2 decembrie 1428 Filippo s-a căsătorit cu Maria de Savoia (d. 1479), fiica ducelui Amadeus al VIII-lea, căutând astfel o alianță cu Ducatul de Savoia. Curând însă Filippo a arătat dezinteres pentru problemele lumești, în timp ce sănătatea sa a început să se deterioreze. Aceasta ar putea fi explicația pentru faptul că nici din cea de-a doua căsătorie a lui Filippo nu au rezultat copii.
Fiica nelegitimă a lui Filippo, Bianca Maria Visconti (d. 1466), născută la 31 martie 1425 a fost unicul său copil, rod al relației cu Agnese (d. după 13 august 1447), fiica lui Ambrosio del Maino. În ea își pusese speranțele ducele care, înainte de a se căsători cu Maria de Savoia în 1428, îi ceruse regelui Sigismund, permisiunea de a o legitima pe Bianca Maria, de a-i da titlul de contesă și de a-i lăsa moștenire unele dintre teritoriile sale.
Sigismund a refuzat inițial să dea curs acestei cereri - poate pentru că se temea că ea s-ar putea căsători cu cineva care ar intenționa să obțină independența teritoriilor față de imperiu. Totuși în 1430 Filippo, a plătit 1200 de ducați curții imperiale primind în schimb permisiunea de a o legitima pe Bianca care urma să-i fie moștenitoare. 
Filippo era ultimul descendent pe linie masculină al familiei Visconti. În timpul lungii sale agonii în problema succesiunii s-au implicat mai multe case conducătoare italiene care doreau Ducatul de Milano, precum și alte puteri europene, în mod special Spania prin Ferdinand de Aragon și Franța prin Carol I de Orleans. Singura persoană care ar fi putut să participe la luarea unei decizii privind succesiunea era Filippo însuși, dar acesta își pierduse interesul pentru problemele pământești în asemenea grad încât în 1446 a însărcinat un consiliu de clerici să clarifice îndoielile pe care le avea privind posibilitatea ca un guvernator temporar să obțină mântuirea sufletului său. În același timp el a încercat să se apropie de fiica sa nelegitimă, Bianca Maria, și astfel de soțul ei, Francesco Sforza.
După moartea sa în noaptea de 12 spre 13 august 1447, un grup de nobili din Milano au preluat puterea și au constituit ceea ce s-a numit Republica Ambroziană.
În 1450, după scurta perioadă în care a existat această republică, la cârmuirea Ducatului de Milano a urmat Francesco Sforza, soțul Biancăi Maria.

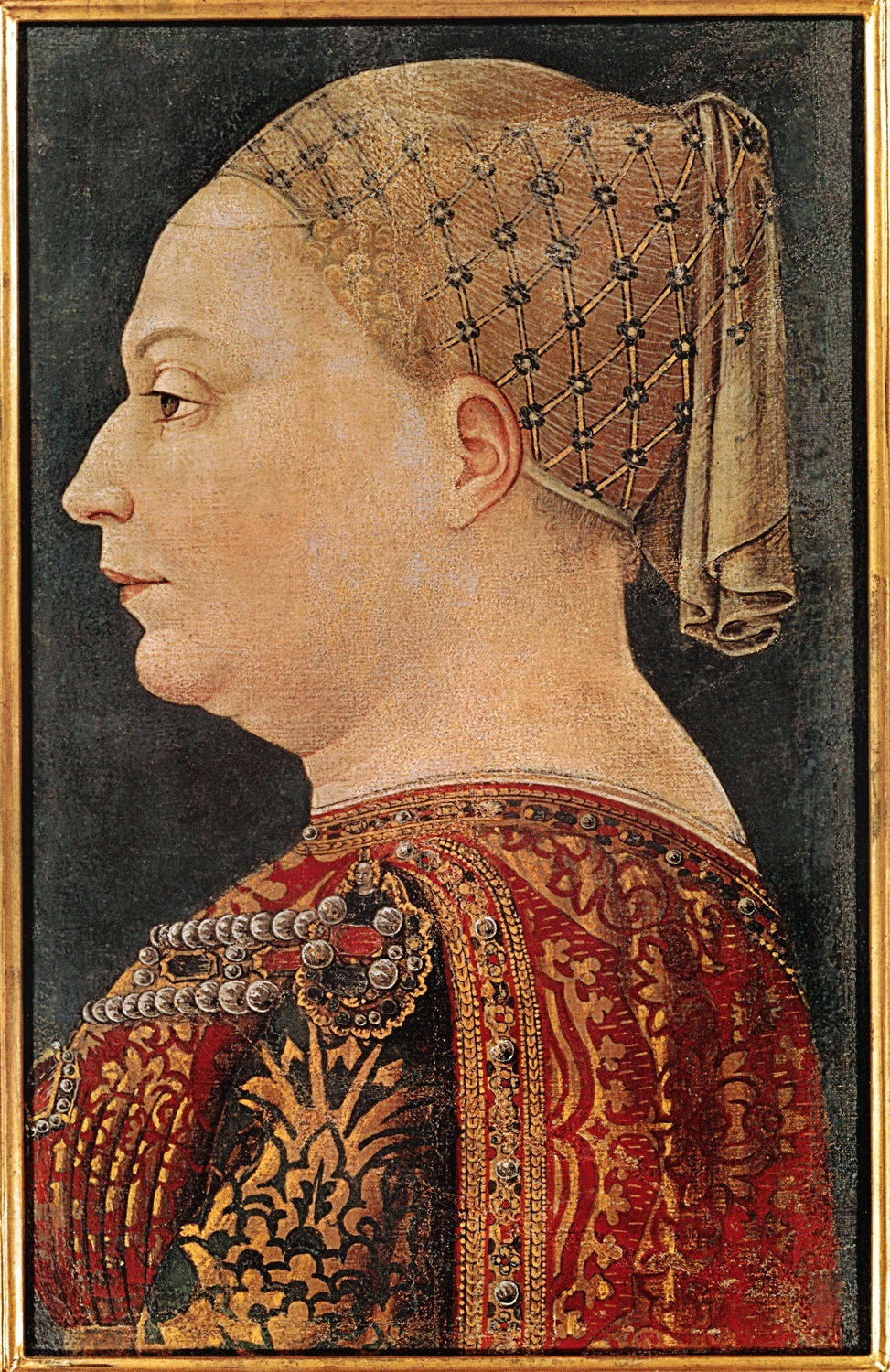
Bianca Maria Visconti (portret de Bonifacio Bembo, Pinacoteca di Brera, Milano)

În Filippo Maria Visconti, nebunia care afectase mai multe generații ale familiei Visconti, nu s-a manifestat într-un grad extrem ca în cazul fratelui său, Giovanni Maria, deși a dovedit întotdeauna un grad de mizantropie care l-a determinat să trăiască retras în cetatea sa din Porta Giovia înconjurat doar de un grup de slujitori credincioși. Filippo avea o rețea de spioni și supraveghea cu atenție pe oricine se apropia de el. Neîncrederea lui a mers atât de departe încât a interzis oricui din interiorul cetății sale să privească pe fereastră de teamă că va comunica cu exteriorul.
De asemenea, el era extrem de superstițios solicitând de-a lungul vieții sale ajutorul necromanților și astrologilor pe care îi consulta chiar și atunci când alegea locul și momentul potrivit pentru întreprinderea oricărei acțiuni politice sau militare. Este celebru episodul în care Filippo a decis să nu se întâlnească cu împăratul Sigismund doar pentru că astrologii îl sfătuiseră să nu întreprindă inițiative de natură politică. Caracterul său temător și ipohondru l-a determinat să nu dorească să audă vorbindu-se despre moarte, îndepărtându-i de pe domeniile sale chiar și pe cei apropiați lui care urmau să moară.
Cu toate acestea, el a fost un om de stat înzestrat cu o mare capacitate politică și a reușit să păstreze pentru Ducatul de Milano prestigiul de care se bucura în timpul cârmuirii tatălui său, Gian Galeazzo Visconti.
Filippo Maria a fost de asemenea cunoscut pentru cărțile de joc de lux care îi stârneau interesul. El a fost probabil cel ce a comandat un set de cărți de joc pentru suma incredibilă de 1500 de ducați. Acest set de cărți (care nu mai există) a aparținut probabil așa-numitului grup de cărți de joc Visconti-Sforza, o formă timpurie a cărților de tarot.

## Căsătorii și descendenți
Fillipo Maria Visconti s-a căsătorit de două ori:
- pe 24 iulie 1412 cu Beatrice Lascaris de Tenda, văduva condotierului Facino Cane, fiica lui Wilhelm Lascaris de Ventimiglia, conte de Tenda, care descindea pe linie feminină din casa imperială bizantină Lascaris;
- pe 2 decembrie 1428 cu Maria de Savoia (d. 1479), fiica ducelui Amadeus al VIII-lea din Casa de Savoia.

Din cele două căsătorii nu au rezultat copii.
Filippo Maria Visconti a avut o fiică naturală, Bianca Maria Visconti (d. 1466), născută la 31 martie 1425 din relația sa cu Agnese (d. după 13 august 1447), fiica lui Ambrosio del Maino. Bianca a fost ulterior legitimată cu acordul împăratului Sigismund și s-a căsătorit la 25 octombrie 1441 cu condotierul Francesco Sforza (1401–1466).